# Dmitri Makovkin
Dmitri Makovkin (en ruso: Дмитрий Маковкин, 18 de agosto de 1984 - 29 de diciembre de 2013) fue sargento de policía de alto rango ruso y un miembro del control de la línea de transporte de la ciudad de Volgogrado, cargo en representación Ministerio del Interior de Rusia.
El 29 de diciembre de 2013, impidió el paso de una atacante suicida en el edificio de la estación de tren de Volgogrado y murió durante el ataque terrorista.

## Biografía

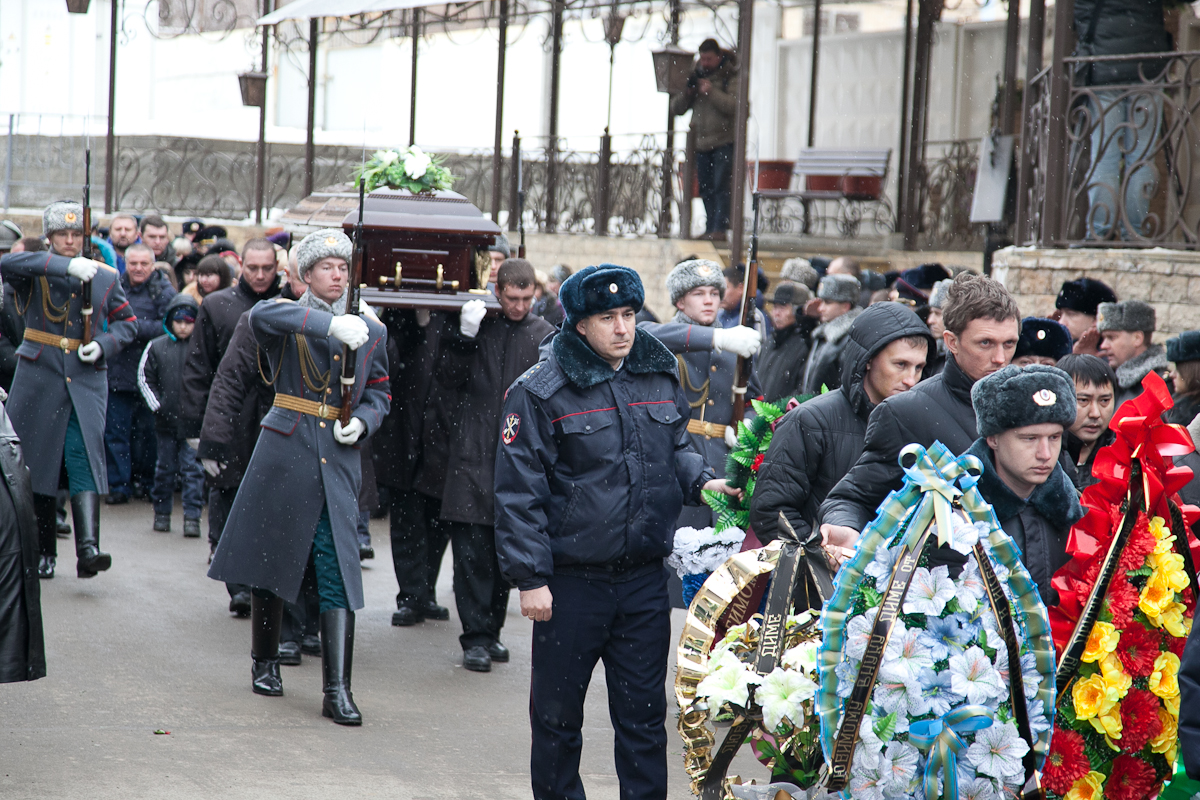
Funeral.

Nacido el 18 de agosto de 1984 en la localidad de Sadovoye (Kalmukia), en la Unión Soviética, y tuvo 2 hermanos. Se graduó de la escuela secundaria Sadouskaya N°2. En 2004, se graduó en la Escuela Politécnica de Volgogrado.
Después de servir en el ejército en Vladivostok, se unió a la policía. A principios de 2013 entró al servicio de la gestión de la línea de transporte. Sirvió en compañía de un servicio de policía patrulla de transporte en Volgogrado, independiente del Ministerio del Interior.
El 29 de diciembre de 2013 durante una patrulla en la entrada de la estación de tren de Volgogrado, trató de detener a un hombre sospechoso, que resultó por un atacante suicida. Murió en la explosión subsiguiente.

Именно Дмитрий Маковкин с Сергеем Наливайко попытались остановить этого урода — иначе я не могу сказать — который нёс взрывчатку в здание вокзала. Если бы не они, могло быть гораздо больше жертв.
Titular de la Secretaría de Estado de Interior en la región de Volgogrado, Alexander Kravchenko

El funeral se celebró en la iglesia de San José. Makovkin fue enterrado el 2 de enero de 2014 en el Cementerio Dimitrov Volgogrado. El gobernador de la región de Volgogrado, Sergey Bozhenov, estuvo presente.